# Landres
Landres és un municipi francès situat al departament de Meurthe i Mosel·la i a la regió del Gran Est. L'any 2007 tenia 877 habitants.

## Demografia

### Població
El 2007 la població de fet de Landres era de 877 persones. Hi havia 320 famílies, de les quals 89 eren unipersonals (36 homes vivint sols i 53 dones vivint soles), 122 parelles sense fills, 89 parelles amb fills i 20 famílies monoparentals amb fills.
La població ha evolucionat segons el següent gràfic:
Habitants censats

### Habitatges
El 2007 hi havia 376 habitatges, 343 eren l'habitatge principal de la família i 33 estaven desocupats. 290 eren cases i 86 eren apartaments. Dels 343 habitatges principals, 249 estaven ocupats pels seus propietaris, 85 estaven llogats i ocupats pels llogaters i 9 estaven cedits a títol gratuït; 1 tenia una cambra, 15 en tenien dues, 37 en tenien tres, 103 en tenien quatre i 186 en tenien cinc o més. 272 habitatges disposaven pel capbaix d'una plaça de pàrquing. A 151 habitatges hi havia un automòbil i a 149 n'hi havia dos o més.

### Piràmide de població
La piràmide de població per edats i sexe el 2009 era:
| Homes | Edats   | Dones |
| ----- | ------- | ----- |
| 0     | 95 o +  | 0     |
| 0     | 90 a 94 | 0     |
| 4     | 85 a 89 | 16    |
| 16    | 80 a 84 | 8     |
| 12    | 75 a 79 | 28    |
| 32    | 70 a 74 | 28    |
| 12    | 65 a 69 | 20    |
| 32    | 60 a 64 | 28    |
| 12    | 55 a 59 | 24    |
| 24    | 50 a 54 | 16    |
| 32    | 45 a 49 | 48    |
| 48    | 40 a 44 | 24    |
| 24    | 35 a 39 | 32    |
| 32    | 30 a 34 | 40    |
| 28    | 25 a 29 | 20    |
| 40    | 20 a 24 | 24    |
| 28    | 15 a 19 | 48    |
| 24    | 10 a 14 | 44    |
| 20    | 5 a 9   | 48    |
| 28    | 0 a 4   | 8     |

## Economia
El 2007 la població en edat de treballar era de 569 persones, 374 eren actives i 195 eren inactives. De les 374 persones actives 346 estaven ocupades (203 homes i 143 dones) i 28 estaven aturades (7 homes i 21 dones). De les 195 persones inactives 49 estaven jubilades, 56 estaven estudiant i 90 estaven classificades com a «altres inactius».

### Ingressos
El 2009 a Landres hi havia 346 unitats fiscals que integraven 859,5 persones, la mediana anual d'ingressos fiscals per persona era de 16.503 €.

### Activitats econòmiques
Dels 34 establiments que hi havia el 2007, 1 era d'una empresa extractiva, 2 d'empreses alimentàries, 1 d'una empresa de construcció, 15 d'empreses de comerç i reparació d'automòbils, 1 d'una empresa de transport, 6 d'empreses d'hostatgeria i restauració, 3 d'empreses financeres, 1 d'una empresa immobiliària, 3 d'empreses de serveis i 1 d'una empresa classificada com a «altres activitats de serveis».
Dels 10 establiments de servei als particulars que hi havia el 2009, 1 era una oficina bancària, 2 tallers de reparació d'automòbils i de material agrícola, 1 taller d'inspecció tècnica de vehicles, 1 lampisteria, 1 perruqueria i 4 restaurants.
Dels 6 establiments comercials que hi havia el 2009, 1 era un hipermercat, 2 fleques, 2 botigues de roba i 1 una joieria.
L'any 2000 a Landres hi havia 5 explotacions agrícoles.

## Equipaments sanitaris i escolars
L'únic equipament sanitari que hi havia el 2009 era un centre de salut.
El 2009 hi havia una escola elemental. Landres disposava d'un liceu tecnològic amb 299 alumnes.

## Poblacions més properes
El següent diagrama mostra les poblacions més properes.